# تشارلز برينر
تشارلز برينر (بالإنجليزية: Charles Brenner)‏ هو عالم نفس وطبيب نفسي أمريكي، ولد في 18 نوفمبر 1913 في بوسطن في الولايات المتحدة، وتوفي في 20 مايو 2008 في نيويورك في الولايات المتحدة.